# Związek Patriotów Rosyjskich we Francji
Związek Patriotów Rosyjskich we Francji (ros. Союз русских патриотов во Франции) – rosyjska proradziecka organizacja emigracyjna we Francji w okresie II wojny światowej i pierwszych latach powojennych.
Podczas niemieckiej okupacji Francji proradziecko nastawieni biali emigranci rosyjscy jesienią 1943 roku utworzyli w ramach komunistycznego ruchu oporu Związek Patriotów Rosyjskich we Francji. Na jego czele stanął I. Michniewicz. Organizacja była podporządkowana Francuskiej Partii Komunistycznej. Jej celem było szerzenie wśród emigracji rosyjskiej propagandy proradzieckiej, organizowanie pomocy jeńcom z Armii Czerwonej i ich ucieczek z obozów na terenie okupowanej Francji, formowanie z nich oddziałów partyzanckich w składzie francuskiej partyzantki komunistycznej, infiltrowanie kolaboracyjnych oddziałów Legionów Wschodnich i Rosyjskiej Armii Wyzwoleńczej (ROA). Organem prasowym Związku było pismo „Russkij patriot”. W styczniu 1944 roku przewodniczącym Związku został Boris Żurawlow, zaś w marcu tego roku Nikołaj Kaczwa. Po wyzwoleniu Francji przez wojska alianckie latem 1944 roku, Związek Patriotów Rosyjskich we Francji przemianowano na Związek Patriotów Radzieckich we Francji, zaś pismo na „Sowietskij patriot”. Jego działalność odbywała się w ścisłym kontakcie z radzieckim konsulatem generalnym w Paryżu. Kiedy władze ZSRR wprowadziły możliwość uzyskania obywatelstwa radzieckiego przez emigrantów rosyjskich latem 1946 roku, wielu z nich skorzystało z tego. W pierwszych latach powojennych organizacja liczyła ok. 11 tysięcy członków. Na jej czele stanął – wyznaczony przez Sowietów – profesor Dmitrij Odiniec. Pełnił jednocześnie funkcję redaktora głównego organu prasowego. W listopadzie 1947 roku większość członków Związku została aresztowana przez francuskie władze. W połowie stycznia 1948 roku organizacja została zlikwidowana. W połowie marca tego roku Francuzi aresztowali ostatnich przywódców Związku, po czym odesłali ich do radzieckiej strefy okupacyjnej Niemiec, skąd trafili oni do ZSRR.